# Българан (театър)
„Българан“ е първият професионален частен театър във Варна и Североизточна България.

## История
Първата презентация на проекта „Българан“ е през 2005 година в сградата на Военноморския клуб във Варна. Театърът е регистриран като културна организация от Министерство на културата на Република България под №119/10.09 2009 г.
На сцената на театъра се представят както собствени, така и гостуващи постановки. Освен като Отворена сцена, театър „Българан“ е копродуцент на седем сценични продукции. Към днешна дата има продуцирани четири собствени представления, един театрален сериал и четири представления за деца с професионални режисьорски и актьорски екипи. Притежава и собствено звукозаписно студио , което технически обезпечава продукцията на театъра.
Театър „Българан“ не само интерпретира съвременни драматургични текстове, но и формира пространство, в което начинаещи театрали да имат възможност да творят и доказват себе си. В представленията на театъра играят над 60 актьори между които са Стоянка Мутафова, Христо Мутафчиев, Валентин Танев, Камен Донев, Асен Блатечки, Яна Маринова, Пламен Сираков, Герасим Георгиев, Мария Сапунджиева, Йоана Буковска, Красимир Ранков, Стефка Янорова, Мариус Куркински, Мариус Донкин, Елена Петрова и др. Сред партньорите на Театър „Българан“ са Театрална формация „Мелпомена“, Канев център, Продуцентска къща „Ажур Пико“. Също така театър „Българан“ работи съвместно с Драматичните театри от Сливен, Габрово, Хасково, Пловдив, Добрич, Пазарджик и др.

## Форум
От 2010 г. съвместно с Фондация „Световен форум на изкуствата“ реализира във Варна театралния фест за монодрама и музика „Световен форум на изкуствата – към звездите“. Форумът се провежда всяка година и е под патронажа на ЮНЕСКО и Международния театрален институт ITI. Сред имената на гостите се открояват тези на Ерик-Еманюел Шмит, Хана Шигула, Тобиас Бианконе, Всеволод Чобенко.
Театър Българан е партньор и на Младежкия фестивал на изкуствата „Пътуване към миналото“, организиран от Студио „Палас“ и се провежда всяка година през третата седмица на месец август в музеите на Варна.

## Други
- Днес залата на театъра е оборудвана със собствена сценична и студийна техника.
- Управител на Театър Българан е Владимир Янев.